# Eino S. Repo

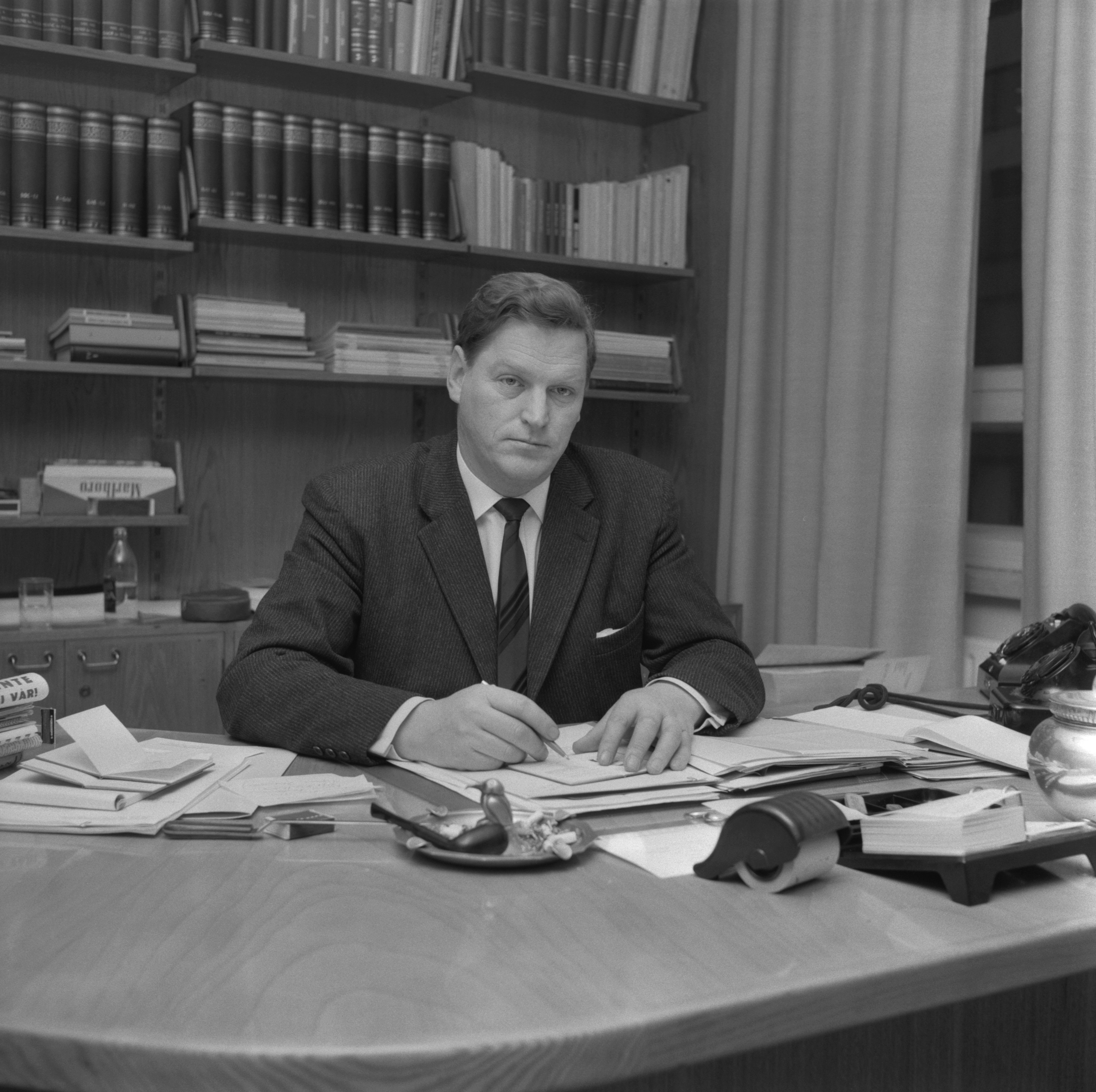
Eino S. Repo.

Eino Sakari Repo, född 6 september 1919 i Storkyro, död 15 december 2002 i Helsingfors, var en finländsk radio- och tv-man. Han var bror till Ville Repo.
Repo, som var son till direktör Vihtori Repo och Hilja Ina Krank, blev student 1944 och filosofie kandidat 1948. Han var förlagstjänsteman vid förlagsbolaget Aura, vid WSOY 1945–1947, vid Otava 1951, litterär redaktör vid Uusi Suomi 1949–1950, verkställande direktör för Kudosteollisuus Oy 1957–1958, litterär redaktör vid tidskriften Apu 1959–1963, programchef vid Oy Mainos-TV-Reklam Ab 1964 och generaldirektör vid Oy Yleisradio-Rundradion Ab 1965–1969. Han avlägsnades från sistnämnda post, sedan missnöjet med redigeringen av samhällsprogrammen vuxit sig starkt på borgerligt håll och var 1970–1974 chef för ljudradion. 
Repo var redaktionssekreterare vid Ajan Kirja 1949–1950, film- och radiokritiker vid Uusi Suomi 1951–1952, huvudredaktör för tidningen Ulkopolitiikka – Utrikespolitik 1961–1964. Han var sekreterare i Eino Leino-sällskapet 1950–1953, viceordförande 1954–1956, ordförande 1957–1965, medlem av förvaltningsrådet för K.J. Gummerus Ab 1953–1963, för Europeiska radio- och TV-unionen (EBU) och för Intervision (OIRT) från 1965, medlem av fullmäktige för Paasikivi-samfundet från 1964 och av direktionen för Finska Notisbyrån (FNB) från 1965. 
Repo var redaktör bland annat Toiset pidot Tornissa (1954), Urho Kekkosen juhlakirja (1960), Ny finsk lyrik (1960), Urho Kekkonen idässä ja lännessä (1962) och Helsingin puhelinlaitos 1882–1957. Han skrev kritik och essäer i dagspressen, bland annat i Hufvudstadsbladet, och utgav 1975 memoarverket Pihlajanmarjat.